# Kubebe Corona
Kubebe Corona est une corona, formation géologique en forme de couronne, située sur la planète Vénus par 15,5° N et 132,5° E. Elle est localisée dans le quadrangle de Greenaway. Elle a été nommée en référence à Kubebe, déesse de la Terre mère des Hittites. 

## Géographie et géologie
Kubebe Corona couvre une surface circulaire d'environ 125 km de diamètre. 